# Enfant Précoce (artiste)
 (août 2022).
La mise en forme du texte ne suit pas les recommandations de Wikipédia : il faut le « wikifier ».
Les points d'amélioration suivants sont les cas les plus fréquents. Le détail des points à revoir est peut-être précisé sur la page de discussion.
- Les titres sont pré-formatés par le logiciel. Ils ne sont ni en capitales, ni en gras.
- Le texte ne doit pas être écrit en capitales (les noms de famille non plus), ni en gras, ni en italique, ni en « petit »…
- Le gras n'est utilisé que pour surligner le titre de l'article dans l'introduction, une seule fois.
- L'italique est rarement utilisé : mots en langue étrangère, titres d'œuvres, noms de bateaux, etc.
- Les citations ne sont pas en italique mais en corps de texte normal. Elles sont entourées par des guillemets français : « et ».
- Les listes à puces sont à éviter, des paragraphes rédigés étant largement préférés. Les tableaux sont à réserver à la présentation de données structurées (résultats, etc.).
- Les appels de note de bas de page (petits chiffres en exposant, introduits par l'outil «  Source ») sont à placer entre la fin de phrase et le point final[comme ça].
- Les liens internes (vers d'autres articles de Wikipédia) sont à choisir avec parcimonie. Créez des liens vers des articles approfondissant le sujet. Les termes génériques sans rapport avec le sujet sont à éviter, ainsi que les répétitions de liens vers un même terme.
- Les liens externes sont à placer uniquement dans une section « Liens externes », à la fin de l'article. Ces liens sont à choisir avec parcimonie suivant les règles définies. Si un lien sert de source à l'article, son insertion dans le texte est à faire par les notes de bas de page.
- La présentation des références doit suivre les conventions bibliographiques. Il est recommandé d'utiliser les modèles {{Ouvrage}}, {{Chapitre}}, {{Article}}, {{Lien web}} et/ou {{Bibliographie}}. Le mode d'édition visuel peut mettre en forme automatiquement les références.
- Insérer une infobox (cadre d'informations à droite) n'est pas obligatoire pour parachever la mise en page.

Pour une aide détaillée, merci de consulter Aide:Wikification.
Si vous pensez que ces points ont été résolus, vous pouvez retirer ce bandeau et améliorer la mise en forme d'un autre article.
 (mai 2020).
Si vous disposez d'ouvrages ou d'articles de référence ou si vous connaissez des sites web de qualité traitant du thème abordé ici, merci de compléter l'article en donnant les références utiles à sa vérifiabilité et en les liant à la section « Notes et références ».
Pour les articles homonymes, voir Enfant précoce.
Enfant Précoce, de son vrai nom Francis Essoua Kalu, est un artiste né au Cameroun en 1989.

## Biographie

### Débuts
Kalu arrive en France à l'âge de 9 ans où il vit et travaille jusqu'à aujourd'hui. Il y commence une carrière de danseur.
C'est quand il tente de créer sa propre marque de vêtement que son goût pour la peinture s’affirme. 

### Carrière
Il travaille dans son appartement parisien, inspiré par les contes de sa grand mère, de son pays dont il est originaire et par son guide spirituel et artistique, son oncle, l’artiste sculpteur Malam. Artiste-peintre plasticien et autodidacte, il fait également partie de la troupe de danse contemporaine "La Marche Bleue", dirigée par Leo Walk. 
Enfant Précoce est souvent comparé aux plus célèbres artistes tels que Jean Michel Basquiat ou encore Mr Jon Burgerman par son style onirique et contemporain qui représente souvent des personnages très colorés. Il travaille ses peintures à l’acrylique et à l’huile, et souhaite que ses œuvres s’adressent à tous les âges et qu’elles soient comprises comme des contes. 
C’est en 2018 qu’Enfant Précoce a été sélectionné pour exposer à la Biennale de l’art africain de Dakar (Dak’Art). En 2019, il se met en scène en posant à côté de ses œuvres grand format dans les rues de Paris. Il s’installe devant certains musées contemporains comme le Palais de Tokyo et Le Centre Pompidou, ou encore devant les grands lieux de Paris comme le musée du Louvre, les Champs-Élysées, le Moulin Rouge, Montmartre, etc. À ses pieds, une petite pancarte avec écrit : « Exposez-moi », une technique qui a su faire parler de lui sur les réseaux sociaux. (voir: www.exposezmoi.com)